# Vijetnamski jezik
Vijetnamski jezik,  (ISO 639-3: vie; tiếng Việt, ili manje često Việt ngữ, anamitski) je jezik formalno znan prije Francuske kolonizacije kao anamski (po francuskom protektoratu Annamu, vijetnamski An Nam), sa službenim i nacionalnim statusom u Vijetnamu. Materinski je jezik Vijetnamcima (người Việt ili người Kinh), koji čine oko 86% populacije u Vijetnamu, te oko tri milijuna Vijetnamaca, koji žive u Sjedinjenim Američkim Državama. Govori se i kao drugi jezik kod nekih vijetnamskih etničkih grupa. Svrstava se u Austroazijsku grupu jezika, s mnogo govornika. Mnoštvo riječi iz jezika pripada kineskom jeziku, a neke su riječi čak uzete iz jezika kakvi se govore u Europi, najviše iz latinskog i grčkog, a izvorno se pišu pomoću kineskih znakova i pisma. Jezik se također rabi u Kambodži, Francuskoj, Australiji i Kanadi. 70-73 milijuna ljudi vijetnamski govori kao materinski, a kao strani ukupno 80 milijuna. Vijetnamski jezik danas koristi latinično pismo, s aditivnim dijakriticima i 5 tonova (bez nemarkiranog tona, vidi dolje), koji se dodatno koriste, i, osim toga, vijetnamski jezik trenutno nema službenog regulatora. Quốc Ngữ ("nacionalno pismo") je naziv za službeno pismo vijetnamskog jezika. Ukupno 68 634 000
Vijetnamskom govornom jeziku quoc-ngu latinicu su u 17. stoljeću prilagodili portugalski misionari, kako bi lakše mogli tiskati vijetnamska izdanja Biblije u svojim tiskarama u Makaou. Vijetnamski literati, pismeni ljudi, školovani na konfucijanskim klasicima, nisu se kanili odreći kineskih hijeroglifa ni starokineskog jezika, koji se poput latinskog u Europi dulje održao u uporabi u Vijetnamu nego u svojoj domovini. Službeno je quoc-ngu postao državnim jezikom, a latinica pismom Vijetnama tek u posljednjim danima japanske uprave, kad su Japanci ožujačkim udarom 1945. godine uklonili ostatke francuskoga činovništva i formalno proglasili neovisnost svojih tadašnjih vijetnamskih marioneta.
Kao i ostali nacionalni jezici etničkih grupa, vijetnamski jezik govori se službeno u Vijetnamu, ali i kod etničkih manjina. Govori se i izvan Vijetnama, najviše u SAD-u, gdje se nalazi više od milijuna govornika, ponajviše u Teksasu, Arkansasu, Louisiani i Kaliforniji. U Australiji se nalazi nešto preko 600 000 govornika.
Prema Ethnologueu, vijetnamski se također govori u Kini, Obali Bjelokosti, Finskoj, Njemačkoj, Laosu, Martiniku, u Nizozemskoj, Novoj Kaledoniji, Norveškoj, u Filipinima, Poljskoj, Rusiji, Danskoj, Švedskoj, Senegalu, Tajlandu, Ujedinjenom Kraljevstvu, Japanu, Koreji i Vanuatuu. Glasovi vijetnamskog jezika su:
a [a]
ă [a]
â [ʌ]
b [b]
c [k]
ch [c]
d [z], [j]
đ [d]
e [ɛ]
ê [e]
g [g/ɣ]
(gh [g/ɣ])
h [h]
i [i]
k [k]
kh [x]
l [l]
m [m]
n [n]
ng [ŋ]
(ngh [ŋ])
nh [ɲ]
o [ɔ]
ô [o]
ơ [ɤ]
p [p]
ph [f]
qu [kw]
r [z], [ɾ]
s [s], [ʂ]
t [t]
th [tʰ]
tr [tʂ], [tɾ]
u [u]
ư [ɯ]
v [v], [j]
x [s]
y [i]
Osim ovih glasova vijetnamske abecede, postoje još i tonovi (plus nemarkirani ton), kojih ima 6 (s nemarkiranim tonom),  a to su á, à, ã, ả i ạ.

## Vanjske poveznice
- Ethnologue (14th)
- Ethnologue (15th)